# Michail Markowitsch Borodin

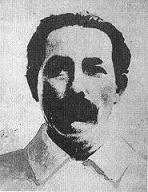
Michail Borodin

Michail Markowitsch Borodin (Михаил Маркович Бородин, [mʲɪxɐˈjiɫ ˈmarkəvʲiʧʲ bəraˈdʲin], geboren Grusenberg [Грузенберг]; * 9. Juli 1884 in Janowitsch, Weißrussland; † 29. Mai 1951 in einem Gulag-Lager nahe Jakutsk) war ein russischer Revolutionär und Vertreter der Komintern.

## Leben
Michail Borodin wurde in einer russisch-jüdischen Familie geboren. 1903 trat er in die Sozialdemokratische Arbeiterpartei Russlands ein. 1904–1905 lebte er als Emigrant in Bern. Zu Beginn der russischen Revolution 1905 ging er nach Riga, von wo er 1906 über Großbritannien in die Vereinigten Staaten emigrierte, wo er an der Valparaiso University in Valparaiso, Indiana studierte und in Chicago eine Schule für politische Emigranten gründete. 1918 kehrte er nach Russland zurück und arbeitete von 1919 bis 1922 als Agent der Komintern in Mexiko, der Türkei, Skandinavien, den USA und Großbritannien.
Von 1923 bis 1927, während der Ersten Einheitsfront von Guomindang und Kommunistischer Partei Chinas, arbeitete Borodin als Vertreter der Komintern und politischer Berater der nationalen Regierung in Guangzhou (Kanton). Nach dem Tod des sowjetfreundlichen Sun Yat-sen 1925 blieb Borodin Berater der nun von Chiang Kai-shek geführten Guomindang. Nach der ersten Phase des Nordfeldzugs arbeitete Borodin zunächst mit der Wuhan-Fraktion der Guomindang zusammen. Als nach Chiangs Zerschlagung der Shanghaier Arbeiterschaft im April 1927 das Scheitern der kommunistischen Strategie offenbar wurde, reiste Borodin im Juli 1927 mit den anderen Komintern-Beratern, darunter M. N. Roy, aus China ab.
Von 1932 bis 1949 arbeitete er in leitender Funktion für die Nachrichtenagenturen TASS und „Sowinformbüro“ und als Chefredakteur der englischsprachigen Zeitung Moscow News.
1949 wurde er im Zuge der stalinistischen Verfolgungen gegen das „Kosmopolitentum“ als „Feind der Sowjetunion“ zu Lagerhaft verurteilt und starb zwei Jahre später in einem sibirischen Arbeitslager.